# 埃尔坎皮略德拉哈拉
埃尔坎皮略德拉哈拉，是西班牙卡斯蒂利亚-拉曼恰托莱多省的一个市镇。总面积88平方公里，总人口506人（2001年），人口密度6人/平方公里。